# Moirāng
Moirāng är en ort i Indien.   Den ligger i distriktet Bishnupur och delstaten Manipur, i den östra delen av landet, 1 700 km öster om huvudstaden New Delhi. Moirāng ligger 773 meter över havet och antalet invånare är 17 103.
Terrängen runt Moirāng är platt åt sydost, men åt nordväst är den kuperad. Runt Moirāng är det tätbefolkat, med 709 invånare per kvadratkilometer. Närmaste större samhälle är Mayāng Imphāl, 16,8 km nordost om Moirāng. Trakten runt Moirāng består huvudsakligen av våtmarker.